# Бондарев, Алексей Андреевич
Алексе́й Андре́евич Бо́ндарев (род. 9 января 1983, Усть-Каменогорск) — российский и казахский хоккеист, защитник, Мастер спорта России международного класса; тренер.

## Биография
Воспитанник усть-каменогорского и омского хоккея. Первый тренер Сергей Герсонский, который перевёз ребят 1983 г. р. из Усть-Каменогорска в Омск в 1995 году.
Выступал за «Омские ястребы» («Авангард»-ВДВ, Омск, 1999—2001, 2003—2005), «Мостовик» (Курган, 2002), «Мечел» (Челябинск, 2003, 2004), «Авангард» (Омск, 2004, 2005, 2009, 2010), «Спартак» (Москва, 2006, 2008), «Локомотив» (Ярославль, 2007).
В мае 2013 года подписал контракт с челябинским «Трактором».
В мае 2014 года подписал контракт с ЦСКА на один год. 27 ноября 2015 года покинул клуб. Соглашение было расторгнуто по обоюдному согласию сторон.
В мае 2016 года вернулся в «Спартак», подписав двухлетний контракт.
В августе 2018 заключил контракт на сезон с «Авангардом».
8 апреля 2019, в третьем овертайме, забил победный гол в ворота команды «Салават Юлаев», что позволило «Авангарду» выйти в финал Кубка Гагарина.
Матч 25 декабря 2019 года против «Трактора» стал для Бондарева 550-м в регулярных чемпионатах КХЛ. Матч 28 декабря против «Нефтехимика» стал 300-м за «Авангард».

## Награды и звания
- Мастер спорта России международного класса
- Обладатель Кубка европейских чемпионов: 2005
- Обладатель Кубка Континента: 2011
- Чемпион России: 2015
- Бронзовый призёр чемпионата КХЛ: 2015[4]
- Серебряный призёр чемпионата КХЛ: 2019

## Статистика
| Легенда | Легенда                    | Легенда | Легенда                   | Легенда | Легенда    |
| ------- | -------------------------- | ------- | ------------------------- | ------- | ---------- |
| И       | Количество проведённых игр | Штр     | Штрафное время            | +/−     | Плюс-минус |
| Г       | Голы                       | П       | Голевые передачи          | О       | Очки       |
| -       | Статистика неизвестна      | —       | Статистика не учитывалась |         |            |

### Клубная карьера
- a В этом сезоне в «Плей-офф» учитывается статистика игрока в Кубке Надежды.

В «Авангарде» провел 5 сезонов, 151 игра, забросил 9 шайб, сделал 24 передачи, набрал 162 минуты штрафа.
В высшем дивизионе 349 игр, 17 шайб, 57 передачи, 335 минут штрафа. Всего за карьеру в различных лигах сыграл 551 матч, забросил 32 шайбы, сделал 108 передачи, набрал 507 минут штрафа.